# Ayran

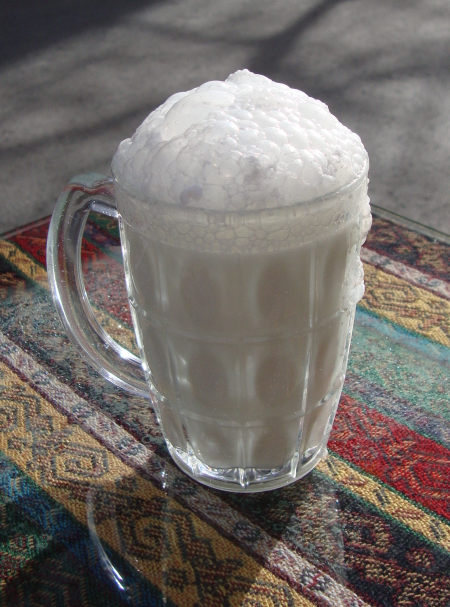
Verre d'ayran frais.

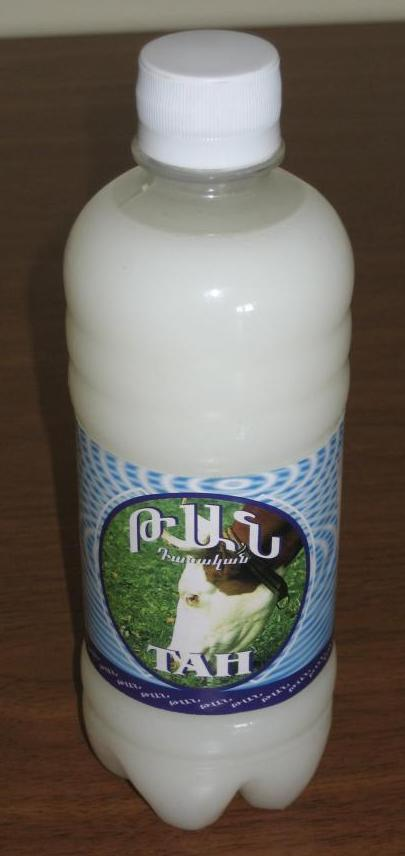
Than arménien.

L'ayran est une boisson turque à base de lait fermenté ou de yaourt très prisée au Kurdistan en Turquie, en Iran, au Turkménistan, en Grèce, en Albanie, en Syrie, au Liban, en Arménie et en Bulgarie, ainsi que dans d’autres pays du Moyen-Orient et d’Asie centrale,. Les Assyriens (Assyro-Chaldéens) et les Kurdes l'appellent dawé, les Arméniens, than ou abdoug (Թան), les Albanais, dhallë,  les Iraniens, dough ((en persan : دوغ)), dérivé de « doushidan » qui signifie « traire », et les Tadjiks, doughob (дуғоб). En France, on peut la trouver dans les kebab souvent commercialisée par la marque Suntat.

## Histoire
Selon Nevin Halıcı, l'ayran est une boisson traditionnelle turque et était consommée par les turcs nomades d'Asie centrale.
Selon Celalettin Koçak et Yahya Kemal Avşar (professeur en ingénierie alimentaire à l'université Mustafa Kemal), cette boisson a été développée pour la première fois par les Göktürks, en diluant le goût amer du yaourt avec de l'eau pour améliorer sa saveur.
En avril 2013, le premier ministre turc Recep Tayyip Erdoğan décrète que la boisson des Turcs est l'ayran et réitère lors d'un congrès d'hommes d'affaires musulmans : « Pour former une génération saine, mon grand-père m'a suggéré l'ayran comme boisson nationale ».

## Préparation
Traditionnellement, le dough est obtenu par barattage du yaourt dans une outre en peau de mouton ou de chèvre, appelée « mashk ». Il est composé d'un tiers de yaourt frais et de deux tiers d'eau légèrement salée.
Pour la commercialisation, le dough est réalisé avec du yaourt, ou du lait de vache pasteurisé mélangé à de l'eau, ensemencé avec des bactéries, dont celles du yaourt Streptococcus thermophilus et Lactobacillus delbrueckii subsp. bulgaricus. Du sel est ajouté avant ou après la fermentation. Le yaourt peut être de lait de vache, de brebis ou de chèvre.
Le dough peut contenir des micro-organismes probiotiques suivant les levains utilisés pour la fermentation du lait, s'il n'a pas subi de traitement thermique après cette fermentation.

## Arôme et gazéification
Optionnellement, se trouvent les ajouts d'arômes naturels, de substances laitières, de plantes séchées, menthe ou menthe pouliot, poivre...
Traditionnellement, on laisse le dough à température ambiante pendant 2-3 jours afin de permettre aux bactéries du yaourt de venir à maturation et de gazéifier la boisson. La gazéification dans le dough produit pour le commerce, cependant, est due à l'eau gazeuse utilisée pour diluer le yaourt. C'est pourquoi le dough commercialisé a généralement des bulles un peu plus agressives au palais.
Le dough est généralement servi frais ou avec des glaçons, et selon la tradition, en même temps que les repas, particulièrement avec les chachlyks.